# 東京行幸

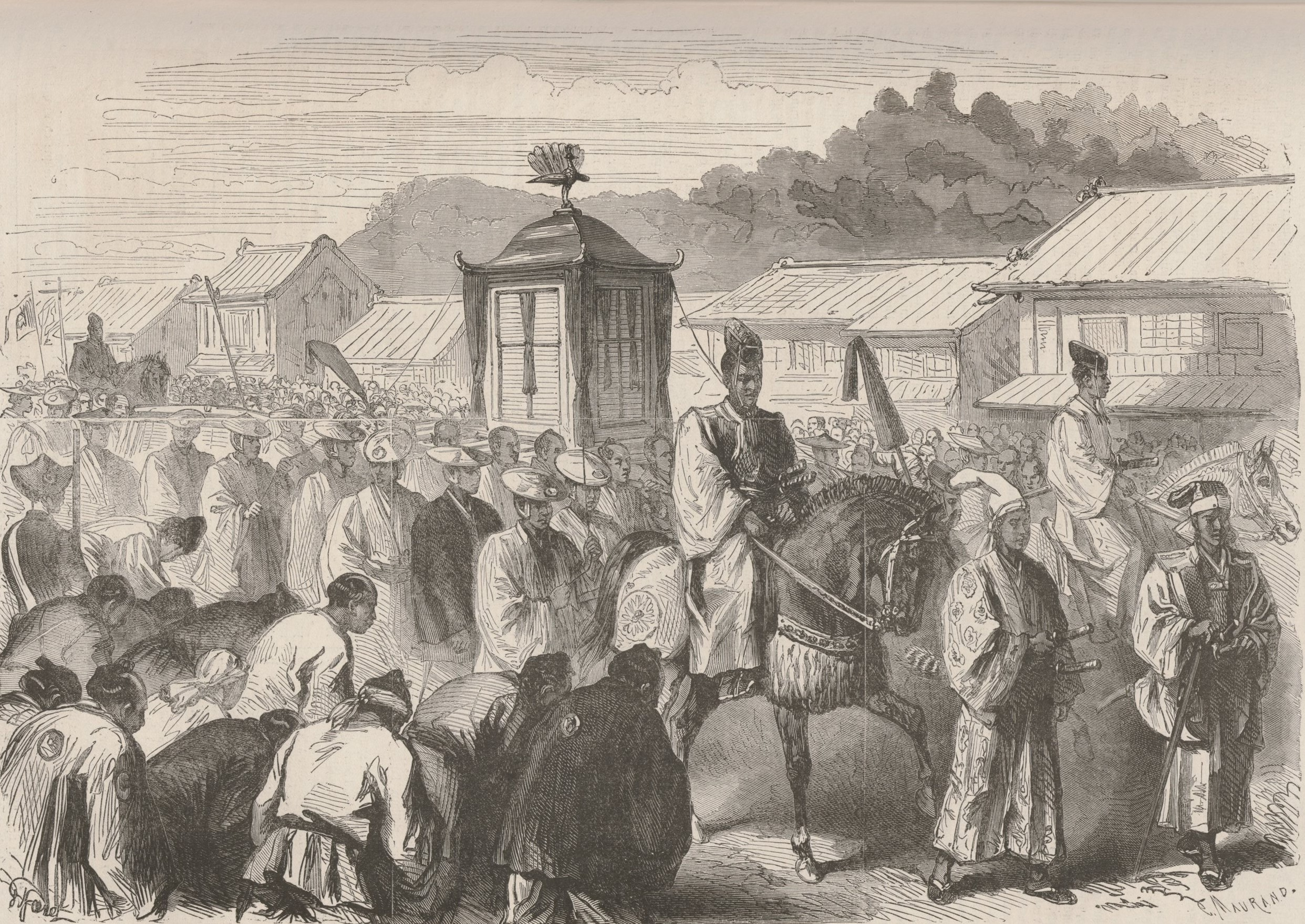
明治天皇の一度目の東京行幸
フランスの新聞雑誌『ル・モンド・イリュストレ』1869年2月20日刊行号内の挿絵。

東京行幸（とうきょうぎょうこう）は、明治元年（1868年）と明治2年（1869年）に行われた、明治天皇の京都から東京への行幸。東幸（とうこう）とも略称される。

## 概要
慶応4年4月11日（1868年5月3日）の江戸開城後に前島密が江戸遷都論を展開し、東京奠都が既定路線となると、明治天皇は7月17日（9月3日）に「江戸ヲ称シテ東京ト為スノ詔書」を発し、江戸改め東京で政務を執ると宣言した。
8月27日（10月12日）に即位の礼、9月8日（10月23日）に改元を済ませた明治天皇は、明治元年9月20日（11月4日）に京都御所を出発、9月27日（11月11日）に熱田神宮を親拝、10月13日（11月26日）に江戸城改め東京城に到着した。
一度目の東京行幸は、それまで天皇に親しみのなかった江戸の民衆へのデモンストレーションの意味もあった。明治政府の指導者たちは、11月4日（12月17日）には東京1592町に2553樽の酒と、それを注ぐ瓶子を配った（「天杯頂戴」）。11月6日・7日（12月19日・20日）の両日は皆仕事を休み、屋台や山車を繰り出して祭り気分を味わった。これを受け、諸外国も「みかど政府」を日本の中央政府として正式に承認した。
12月25日（1869年2月6日）に先帝祭（孝明天皇祭）、12月28日（2月9日）に一条美子（のちの昭憲皇太后）との結婚の儀を控えた明治天皇は、12月8日（1月20日）に東京城を出発、12月22日（2月3日）に京都御所に到着した。
京都御所で昭憲皇太后と正月を過ごした明治天皇は、明治2年3月7日（4月18日）に京都御所を出発、3月12日（4月23日）に伊勢神宮を親拝、3月28日（5月9日）に東京城改め皇城に到着した。
二度目の東京行幸では太政官（政府）も東京へ移され、東京は事実上の日本の首都となったが、昭憲皇太后を伴った行幸啓ではなく、京都に留守官が置かれた。しかし、8月24日（9月29日）に昭憲皇太后の東京行啓が京都府へ布達され、昭憲皇太后は10月5日（11月8日）に京都御所を出発、10月24日（11月27日）に皇城に到着した。明治4年8月23日（1871年10月7日）には留守官が廃止された。

## 年表
- 明治元年
  - 9月20日（1868年11月4日） 京都御所出発
  - 9月27日（11月11日） 熱田神宮親拝
  - 10月13日（11月26日） 江戸城改め東京城到着
  - 12月8日（1869年1月20日） 東京城出発
  - 12月22日（2月3日） 京都御所到着
  - 12月25日（2月6日） 先帝祭
  - 12月28日（2月9日） 結婚の儀
- 明治2年
  - 3月7日（4月18日） 京都御所出発
  - 3月12日（4月23日） 伊勢神宮親拝
  - 3月28日（5月9日） 東京城改め皇城到着

## 外部資料
- “変貌 - 5.江戸城を皇居と定め東京城と改称：国立公文書館”. 2025年6月26日閲覧。
- “変貌 - 8.明治天皇、東京へ再び行幸：国立公文書館”. 2025年6月26日閲覧。